# União Socialista Republicana (França)
A União Socialista Republicana (USR) foi um partido político francês atuante durante a Terceira República Francesa. Fundado em 1935 para unir socialistas moderados para as eleições legislativas de 1936, a USR permaneceu como grupo parlamentar até 1940.

## Histórico
Em 3 de novembro de 1935, após um congresso realizado na cidade de Pantin, três partidos posicionados à direita da "Seção Francesa da Internacional Operária (SFIO)", o "Partido Socialista da França - União Jean Jaurès (PSdF)", o "Partido Socialista Francês (PSF)" e o "Partido Republicano-Socialista (PRS)", fundiram-se para formar a “União Socialista Republicana (USR)”.
Em sua declaração conjunta, os partidos constituintes da USR afirmaram estar "igualmente comprometidos com o socialismo, a República e a França", unindo-se para "defender a República contra o fascismo ditatorial e o dogmatismo totalitário", "superar a crise econômica" e "salvar a paz". Contudo, as eleições legislativas de 1936 foram delicadas para a União Socialista Republicana (USR), com quatorze candidatos derrotados e outros quatro não buscando a reeleição. Apenas vinte e dois retornaram para esta legislatura, acompanhados por sete novos membros.
A USR participou da coalizão “Frente Popular” em 1936, bem como do 1º Gabinete Blum, que emergiu de sua vitória eleitoral. Participou também do 3º, 4º e 5º gabinetes de Édouard Daladier (1938-1940). Ficando inativa em 1940, a USR não foi reconstituída após a “Libertação da França”. A maioria de seus membros retornou à SFIO, enquanto outros, principalmente aqueles do chamado movimento "neossocialista", foram condenados por colaboração com os nazistas.